# Chicago Pile-1
Chicago Pile-1 (CP-1) foi o primeiro reator nuclear artificial. O CP-1 foi construído em uma sala de jogos com raquetes, sob o estádio de futebol americano abandonado Alonzo Stagg na Universidade de Chicago. A primeira reação nuclear artificial autossustentada foi iniciada em 2 de dezembro de 1942, às 15h25min e terminada 28 minutos depois. O local foi incorporado ao catálogo nacional de locais históricos dos EUA (National Historic Landmark) em 1965.

## Reator
O reator era uma pilha de blocos de urânio e grafite construída sob a supervisão do renomado físico italiano Enrico Fermi, com a colaboração de Leó Szilard et al. Ela continha uma Massa crítica de material físsil e grafite. Foi construído como parte do projeto Manhattan pelo laboratório de metalurgia da Universidade de Chicago. A forma da pilha tinha sido projetada para ser esférica mas durante a construção Fermi calculou que a massa crítica poderia ser obtida sem que se terminasse toda a estrutura.
Uma greve de trabalhadores impediu a construção da pilha no Laboratório Nacional de Argonne, então Fermi e seus associados decidiram construi-la na sala de raquetismo na cidade de Chicago o que mais tarde foi considerado como um risco enorme já que a reação poderia ter fugido ao controle.
A pilha consistia de tabletes de urânio como produtor de neutrons, separados uns dos outros por blocos de grafite como moderador de neutrons (redutor da velocidade dos neutrons). Fermi descreveu o aparato como "uma pilha rústica de tijolos pretos e vigas de madeira". Os controles consistiam de cilindros de cádmio que absorve neutrons. Retirando os cilindros aumentava-se a atividade de neutrons na pilha levando a uma reação em cadeia auto sustentada. Reinserindo os cilindros a reação era extinta.
Ao contrário da maioria dos reatores construídos depois, este primeiro não tinha escudo contra radiação e nenhum sistema de refrigeração. Fermi convenceu Arthur Compton de que seus cálculos eram confiáveis o suficiente para assegurar que não haveria uma reação em cadeia fora de controle ou uma explosão, mas, como os historiadores oficiais da Comissão de Energia Atômica escreveram mais tarde, foi feita uma "aposta em conduzir um experimento potencialmente catastrófico em uma das áreas mais densamente povoadas na nação!".